# Хеттинген
Хеттинген (нем. Hettingen) — город в Германии, в земле Баден-Вюртемберг. 
Подчинён административному округу Тюбинген. Входит в состав района Зигмаринген.  Население составляет 1865 человек (на 31 декабря 2010 года). Занимает площадь 46,07 км². Официальный код  —  08 4 37 047.
Город подразделяется на 2 городских района.